# Nini Landgren
Ingrid Maria "Nini" Landgren, född 9 december 1903 i Göteborg, död 7 januari 1976 i Borås, var en svensk målare och grafiker.
Hon var dotter till vice direktören Gustaf Andersson och Hilda Ahlblad och från 1935 gift med civilingenjören Gustav-Adolf Landgren. Hon studerade textilkonst vid Slöjdföreningens skola samt måleri vid Hovedskous målarskola 1947–1948, hon var elev vid Konstgillets målarskola i Borås 1949–1951 och studerade en period vid Académie Julian 1949 och för André Lhote 1950 samt vid Académie de la Grande Chaumière 1951 och 1952 och under studieresor till bland annat Nordafrika, Spanien, Nederländerna och Tyskland. Tillsammans med Bengt Delefors och Stig Delang ställde hon ut i Vänersborg 1950 och tillsammans med Anna Munthe och Egon Persson på Galleri Aveny i Göteborg 1954. Hon medverkade i utställningar med Sjuhäradsbygdens konstförening och i Decemberutställningarna på Göteborgs konsthall. Hennes konst består av stilleben, interiörer, figurer och porträtt i olja, tempera i en moderat kubistisk stil. Tillsammans med Bengt Delefors utförde hon en muralmålning i samlingssalen på Börjessons konfektionsfabrik i Borås. 